# Димитър Капитанов
Димитър Трифонов Капитанов е български разузнавач, офицер, генерал-лейтенант (1969).

## Биография
Димитър Капитанов е роден 2 май 1914 г. в с. Кавлак, Горнооряховско. От 1928 година е член на РМС, а от 1937 на БКП и БОНСС. Учи в Търновската и Горнооряховската гимназии. Изключен от първата през 1929 г. заради разпространение на позиви. Завършва през 1931 г. гимназията в Горна Оряховица. От 1934 до 1935 г. учи право в Софийския университет, но поради липса на средства се връща в родното си село. Отново се записва през 1935 г. и завършва образованието си през 1940 г. В университета е член на ръководството на БОНСС и партийното ръководство. От 1940 до 1941 г. изкарва задължителната си военна служба във Велико Търново.
Член е на бойна група от 1941 г. През май 1942 г. е арестуван след провал в осемнадесети пехотен търновски полк. Престоява 2 месеца в следствието, след което е освободен. След това заминава за София, където остава до голямата бомбардировка от 10 януари 1944 г. Тогава заминава за Горна Оряховица. Става войник през март 1944 г. На 3 септември 1944 г. заедно с други войници организира арестуването на офицерския щаб на добруджанските части. След 9 септември 1944 г. организира и председателства войнишките комитет при трета армия. В периода 1 – 25 октомври 1944 е временен помощник-командир на четиридесет и шести пехотен добрички полк, а от 7 ноември 1944 до 25 януари 1945 е на същия пост в трето артилерийско отделение на дванадесети артилерийски полк. Участва в първата фаза на Българското участие във Втората световна война. От февруари до май 1945 г. е народен обвинител в Омуртаг. Между май и юни 1945 г. е инструктор при 1 районен комитет на БКП. През юни 1945 г. е назначен за областен началник на МВР-София и член на Областния комитет на БКП-София. Остава на този пост до юни 1946 г. е назначен за главен инспектор на криминалния отдел при Дирекцията на полицията. В периода 12 септември 1947 – декември 1949 г. е началник на криминалния отдел при Дирекцията на полицията. След това е назначен за началник на Столичното управление на МВР.
През 1952 г. става заместник-министър на вътрешните работи. Като такъв е репресиран с обвинението, че е „враг на партията и народа“. Реабилитиран.
От 1953 до 1956 г. е началник на Висшата специална школа на МВР „Георги Димитров“. От 1956 до 1962 г. е началник на Следствения отдел на Държавна сигурност.

### Закриване на лагера в Ловеч
През зимата на 1961 – 1962 г. 2 лагеристи от „Трудова група Ловеч“ успяват да избягат. Бегълците са заловен в София и отведени в Дирекция на Народната милиция. Тук е образувано следствие. От разказите им става ясно за жестокия режим в трудовата група. По това време началник на следствието е генерал-майор Димитър Капитанов. Заедно със заместника си Гатю Гатев решават да действат зад гърба на Мирчо Спасов, който по това време отговаря за „Въдворяване и изселване“ и за следствието в ДС. Двамата нареждат проверка по случая на началника на отделение „Въдворяване и изселване“ в ДС при МВР генерал-майор Иван Чуков. Докладва, че нещата стоят още по-зле.
Капитанов и заместника му решават незабавно да предадат материалите в ЦК на БКП. Гатев лично ги занася и предава в ЦК на генерал-майор Никола Ангелов (заместник-завеждащ отдел „Административен“), на генерал-полковник Дико Диков (завеждащ отдел „Военен“) и на Боян Българанов (член на Политбюро на ЦК на БКП отговарящ за МВР). Боян Българанов представя материалите на Тодор Живков. Мирчо Спасов не е наказан сериозно, но висшето партийно ръководство е принудено да затвори лагера.
Със закриването на лагера генерал-полковник Георги Цанков е освободен като вътрешен министър, а на негово място е назначен генерал-полковник Дико Диков. До края на 1962 г. под натиска на Тодор Живков Политбюро подменя цялото ръководство на МВР без прекия отговорник за лагерите Мирчо Спасов и Григор Шопов.

### Във ВКР и Прокуратурата
От 1963 г. е главен прокурор на Въоръжените сили на НРБ и заместник главен прокурор на НРБ. През 1976 – 1977 г. е назначен за началник на Трето управление – военно контраразузнаване (ВКР). Носител е на ордените „Георги Димитров“ (1974, 1984), „Народна република България“ III, II, I ст. (1964), заслужил юрист (1980) и други. С указ № 1310 от 29 април 1984 г. е обявен за Герой на социалистическия труд на България.
Димитър Капитанов умира на 1 март 1986 година.